# 金城镇 (应县)
金城镇，是中华人民共和国山西省朔州市应县下辖的一个乡镇级行政单位。

## 行政区划
金城镇下辖以下地区：
东关社区、东南角社区、塔前街社区、西关社区、西南角社区、东城社区、西城社区、南城社区、应山路社区、东关村、东南角村、东北角村、西关村、西南角村、西北角村、六里庄村、苏寨村、五里寨村、范寨村、吴庄村、东朱庄村、西朱庄村、城西铺村、胡寨村、寇寨村、王庄村、李庄村、南杨庄村、小穗稔村、蒯庄村、三里寨村、席家堡村、龙泉村和八里坡村。